# Рённе (дворянский род)
Рённе (нем. Rönne) — баронский и дворянский род.

## Происхождение и история рода
Происходит из епископства Бременского, откуда Иоанн Рённе выехал в Лифляндию и Курляндию.
Существуют три ветви этого рода, связь между которыми не установлена:
1. Потомство Иоанна Рённе, гауптмана Ронненбургского, который  в 1439 году получил от архиепископа Геннинга имения Турень и Сербень в Лифляндии (бароны).
2. Потомство Германа Рённе, вотчинник в Лифляндии (бароны).
3. Потомство Оттона фон-Рённе, поручик переселился из Курляндии в Лифляндию во 2-й половине XVII века (дворяне)[1].

Род Рённе внесен в матрикулы дворян Курляндской и Лифляндской губерний и в V, VI и II части родословных книг Виленской, Ковенской, Новгородской, Санкт-Петербургской и Калужской губерний.

## Известные носители фамилии
- Ренне, Василий Егорович (1787—1864) — Георгиевский кавалер; генерал-майор; № 5688; 1 декабря 1838.
- Рённе, Егор Карлович (Георг фон Рённе; 1788—1838) — Георгиевский кавалер; генерал-майор; № 5108; 1 декабря 1835.
- Ренне, Ермолай Карлович — Георгиевский кавалер; полковник; № 6423; 5 декабря 1841.
- Рённе, Карл Иванович (Карл Густав фон Рённе; 1720 — 1786) — генерал-поручик на русской службе, кавалер ордена св. Георгия 3-й степени.
- Ренне, Карл Эвальд (Карл Эвальд фон Рённе; 1663—1716) — сподвижник Петра Великого, первый русский генерал от кавалерии.